# Graphium eurous
Graphium eurous är en fjärilsart som först beskrevs av John Henry Leech 1893.  Graphium eurous ingår i släktet Graphium och familjen riddarfjärilar. Inga underarter finns listade i Catalogue of Life.

## Bildgalleri

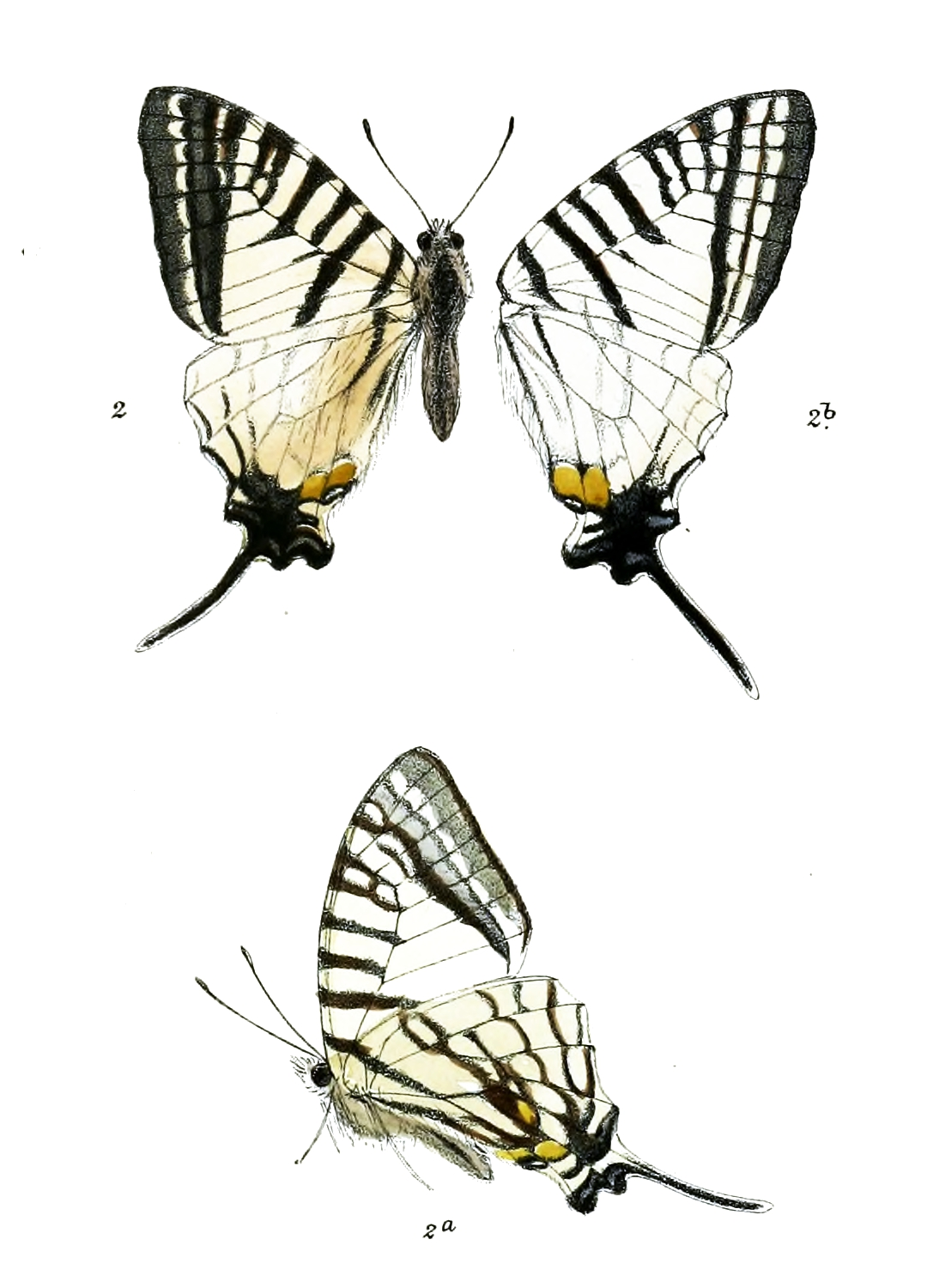